# Villa Fritze

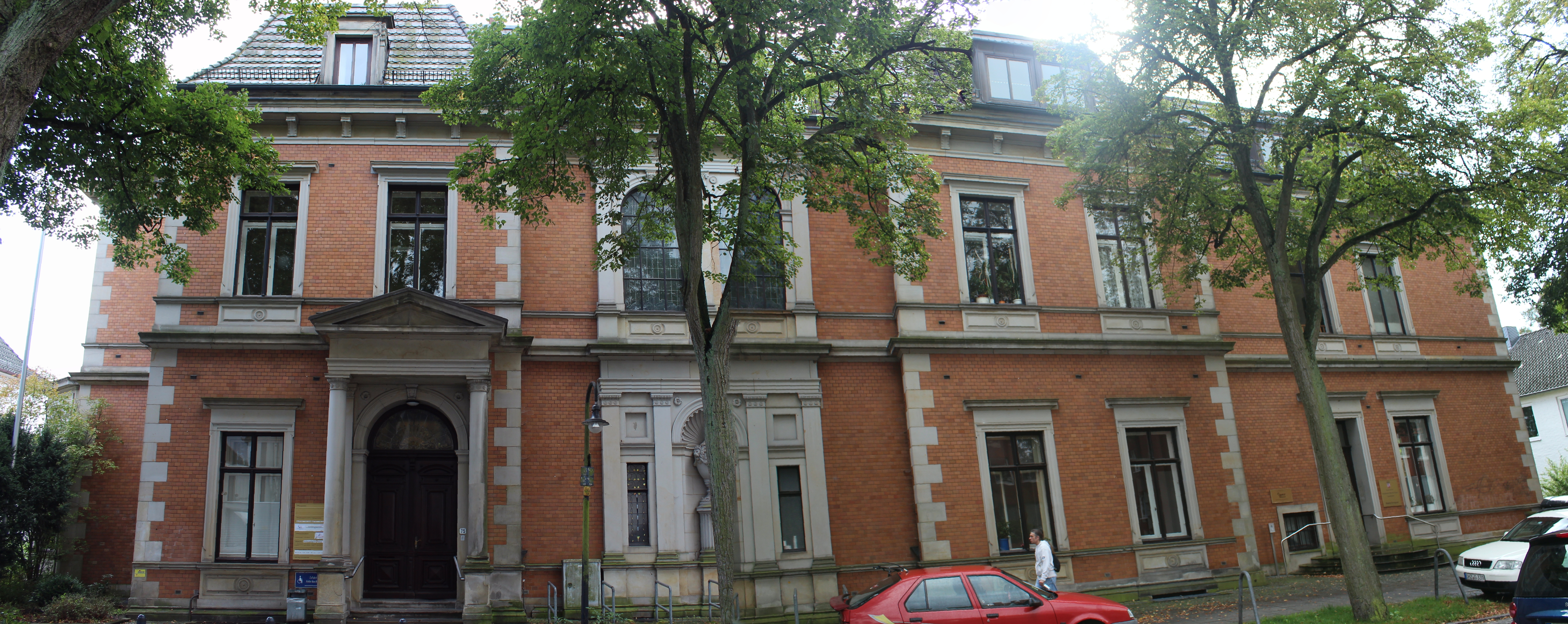
Villa Fritze

Die Villa Fritze befindet sich in Bremen, Stadtteil Vegesack, Ortsteil Vegesack, Weserstraße 74/75. Sie entstand 1876 nach Plänen von Heinrich Müller, Bremen. Villa, Teehaus und Remise stehen seit 2009 als Denkmalgruppe unter Bremer Denkmalschutz.

## Geschichte

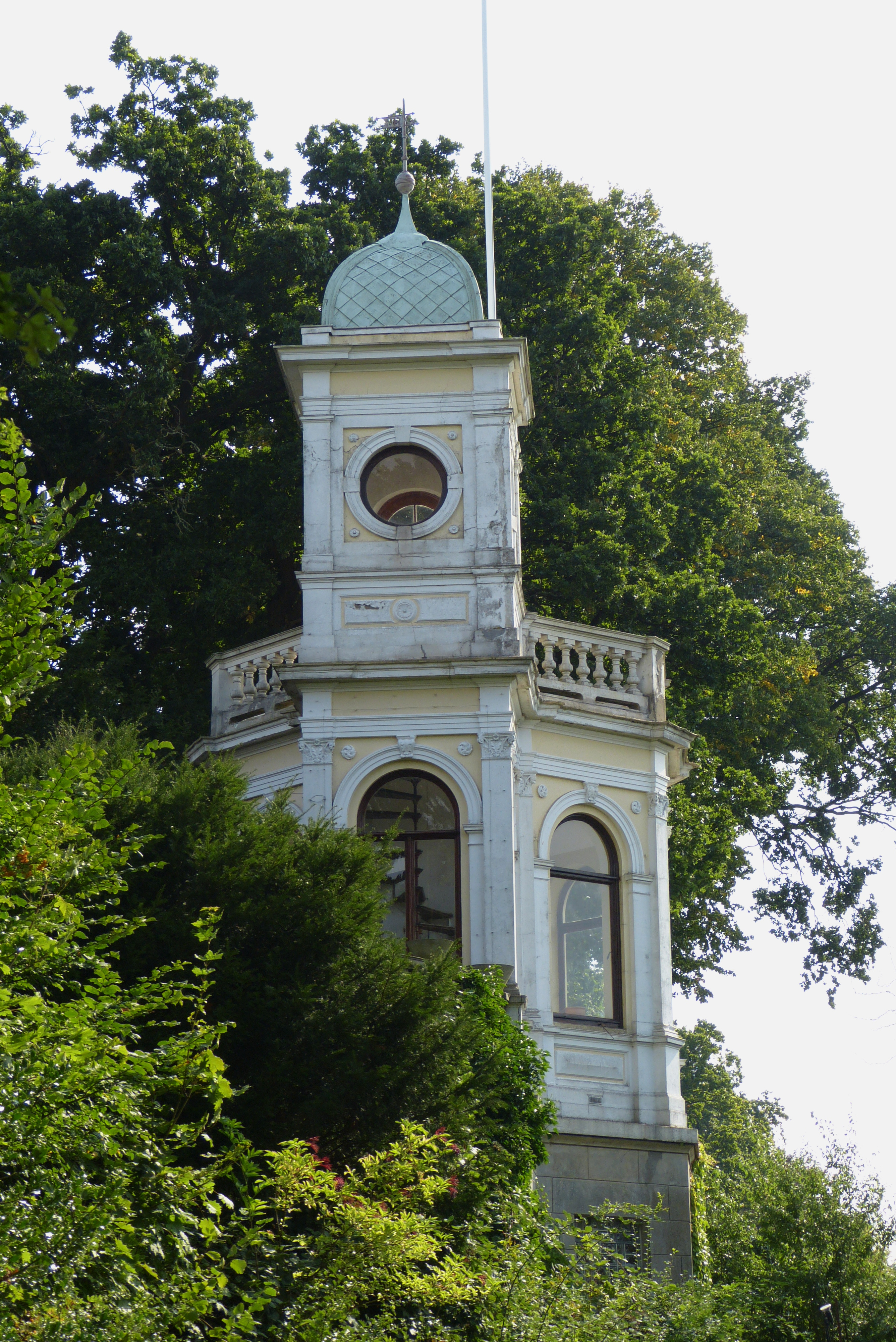
Teehaus

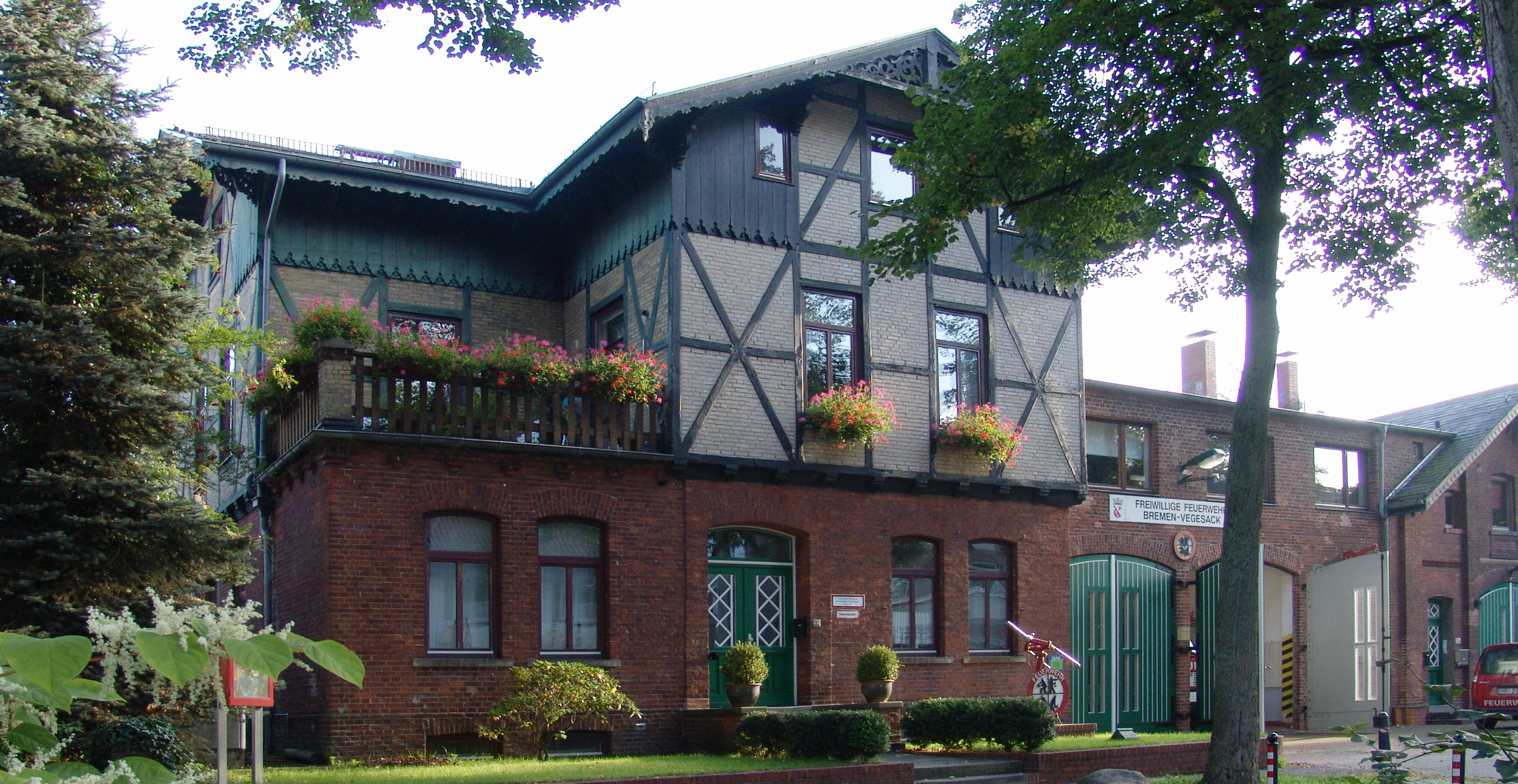
Remise

1827 stand hier als Sommersitz ein kleineres eingeschossiges klassizistisches Landhaus mit Portikus des Bremer Kaufmanns (Tabak, Getreide, Baumwolle) und Senators (1830 bis 1849) Carl Wilhelm August Fritze (1781–1850). Zu diesem Haus gehörte seit 1834 ein großer Park, der durch Ankauf großer Teile des Grundstückes des Arztes und bedeutenden Botanikers Dr. Albrecht Wilhelm Roth entstand; heute Kern vom Stadtgarten Vegesack.
Das neue Ensemble von 1876 besteht aus Villa, Teehaus, Belvedere, Remise und Landgut.
Die zweigeschossige, achtachsige, verklinkerte Villa mit zwei weserseitigen Flügeln, einem Walmdach, kräftig ausgebildeten Gesimsen, dreiachsigem, weserseitigem Portikus mit darüber liegender Terrasse und Veranden und Loggien wurde 1876 in der Epoche des Historismus im Stil französischer Renaissance- und Barockeinflüsse für den Kaufmann Gottfried Johannes Carl Fritze gebaut.
Das Landesamt für Denkmalpflege Bremen befand: „...die aufwendigste Villa in Vegesack, gehörte zu den prächtigen Anwesen vermögender Kreise aus Bremen und Vegesack, die diese sich an der Weserstraße in schönster Höhenlage mit Aussicht auf die Weser errichten ließen...“
Das zweigeschossige, verputzte Teehaus mit dem dreigeschossigen Türmchen wurde 1879/80 in der Weserstraße 75C direkt an der Kante des hohen Ufers erbaut.
Die zweigeschossige im Sockel verklinkerte Remise und das Kutscherhaus mit einem Fachwerk-Giebel und oberer Verbretterung entstand 1876 an der Weserstraße 33/33A Ecke Kimmstraße. Dort ist heute die Freiwillige Feuerwehr Bremen-Vegesack stationiert.
Die Villa wurde seit 1938 als städtisches Eigentum von einer Reihe von Behörden genutzt, zuerst als Stadthaus und nach 1945 als Ortsamt Vegesack mit dem Standesamt Bremen-Nord. Das frühere Ortsamtsgebäude wurde 2012 an ein Immobilienunternehmen verkauft und im Inneren umgebaut. Ein kleiner Teil des rückwärtigen Grundstücks oberhalb des Vegesacker Balkons muss für die Öffentlichkeit zugänglich bleiben.
Heute (2018) wird sie durch acht Wohn-Appartements genutzt.
Architekt Heinrich Müller hat in Bremen-Nord zudem Wätjens Schloss, die evangelisch-reformierte Kirche Blumenthal, Rauchs Landgut und einige der Kapitänshäuser Vegesack entworfen.